# Interstate Highway System

A rendszer logója

Interstate autópályák a 48 összefüggő államban. A lila a jelenleg épített és már létező autópályák, a kék a jelenleg nyitott leágazások, zöld a javasolt, jövőbeni és építés alatt álló útvonalakat jelzi.

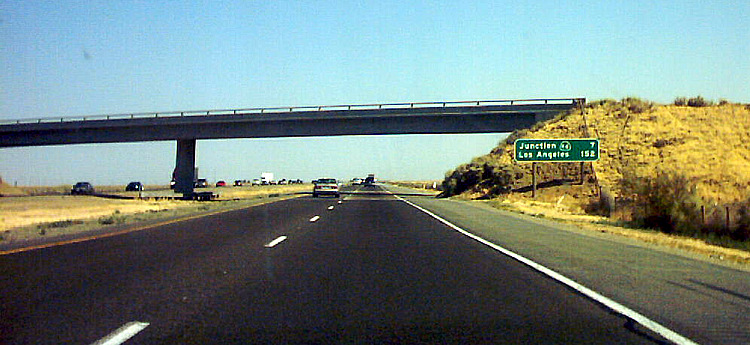
A kaliforniai Interstate 5 vidéki szakasza, irányonként két-két sávval. A két irányt széles, füves sáv választja el egymástól. A keresztirányú forgalom felül- és aluljárókra van korlátozva.

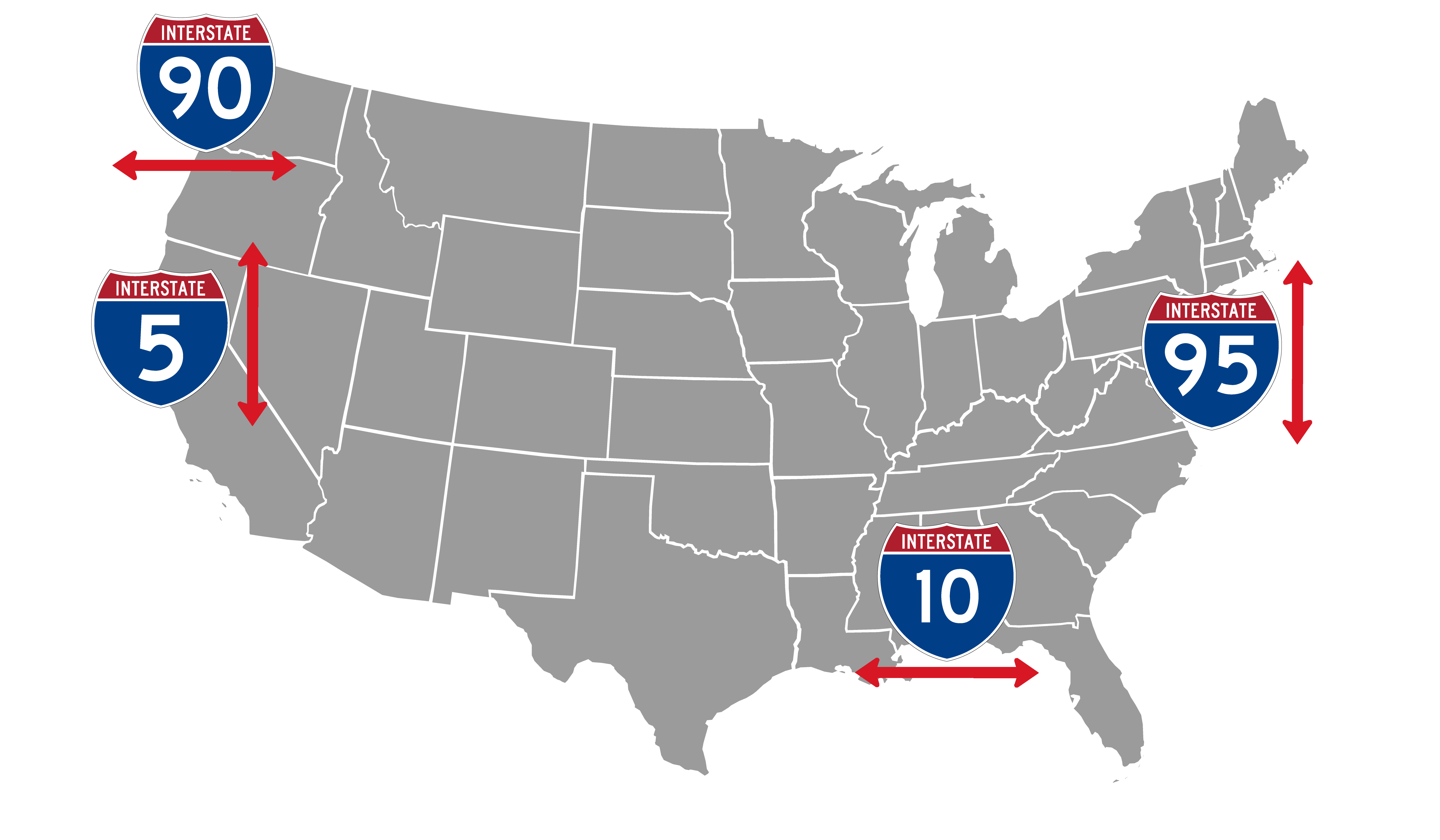
A páratlan számú autópályák dél–észak irányúak (a számuk növekszik nyugatról kelet felé), míg a párosak nyugat–kelet irányúak (a számuk délről észak felé növekszik).

A Dwight D. Eisenhower National System of Interstate and Defense Highways (magyarul Dwight D. Eisenhower nemzeti államközi és védelmi autópálya-rendszer) gyakoribb nevén Interstate Highway System (vagy egyszerűen Interstate System) egy autópálya-hálózat az Amerikai Egyesült Államokban, melyet a létrehozásáért kardoskodó elnökről neveztek el. Az Interstate Highway System egy különálló rendszer a nagyobb National Highway Systemen belül. Az egész rendszer hossza 2018-ban 77 960 kilométer (48 440 mérföld) volt, mellyel ez a második legnagyobb autópályarendszer a világon (Kína után) és a legnagyobb közpénzből létrehozott projekt a történelemben.
A rendszerhez tartozó autópályák általában jelentős szövetségi támogatásban részesülnek és szövetségi standardoknak felelnek meg, őket az államok vagy autópályadíj-szedő hatóságok építik, üzemeltetik és tulajdonolják. Például az eredeti Woodrow Wilson hídat, mely az Interstate 95 és Interstate 495 része a szövetségi kormány tartotta fenn; az új ívnyílás azonban Maryland állam és Virginiai Nemzetközösség közös tulajdona.
A rendszer eléri majdnem az összes amerikai nagyvárost, több autópályája a városok belvárosán halad keresztül. Az országon belül majdnem az összes áru és szolgáltatás áthalad a rendszeren valamikor. Az amerikaiak gyakran használják a városi Interstate rendszert a munkahelyükre való ingázás során. A nagytávolságú utazások nagy többsége, akár üzleti akár vakációra, a nemzeti úthálózatot használja; ezen utak körülbelül egy harmada (az összes levezetett mérföld alapján, 2003-ban) az Interstate rendszert használja.

## Interstate autópályák listája[7]
Az elsődleges Interstate autópályák egy- és kétjegyű, a kiegészítő autópályák pedig háromjegyű számokkal vannak megjelölve. Az alábbi lista csak az elsődleges autópályákat listázza. 

| Szám                 | Hossz (mi) | Hossz (km) | Déli vagy nyugati végpont                                          | Északi vagy keleti végpont                                      | Al.  | Államok |
| -------------------- | ---------- | ---------- | ------------------------------------------------------------------ | --------------------------------------------------------------- | ---- | --- |
| Interstate 2         | 46,8       | 75,3       | Palmview, Texas (US 83)                                            | Harlingen, TX (I-69E / US 77 / US 83)                           | 2013 | TX |
| Interstate 4         | 132,3      | 212,9      | Tampa, Florida (I-275)                                             | Daytona Beach, Florida (I-95 / SR 400)                          | 1957 | Florida |
| Interstate 5         | 1 381,29   | 2 222,97   | San Ysidro, Kalifornia (MX-1 Mexikóban)                            | Blaine, Washington (BC 99 Kanadában)                            | 1956 | CA, OR, WA |
| Interstate 8         | 348,25     | 560,45     | San Diego, Kalifornia (Sunset Cliffs Boulevard / Nimitz Boulevard) | Casa Grande, Arizona (I-10)                                     | 1964 | Kalifornia, Arizona |
| Interstate 10        | 2 460,34   | 3 959,53   | Santa Monica, Kalifornia (SR 1)                                    | Jacksonville, Florida (I-95 / US 17 / SR 228)                   | 1957 | CA, AZ, NM, TX, LA, MS, AL, FL |
| Interstate 12        | 85,59      | 137,74     | Baton Rouge, Louisiana (I-10)                                      | Slidell, Louisiana (I-10 / I-59)                                | 1967 | Louisiana |
| Interstate 15        | 1 433,52   | 2 307,03   | San Diego, Kalifornia (I-8 / CA-15)                                | Sweetgrass, Montana (Hwy 4 Kanadában)                           | 1957 | CA, NV, AZ, UT, ID, MT |
| Interstate 16        | 166,81     | 268,45     | Macon, Georgia (I-75)                                              | Savannah, Georgia (US 17 / GA 404 / Montgomery Street)          | 1972 | Georgia |
| Interstate 17        | 145,76     | 234,58     | Phoenix, Arizona (I-10)                                            | Flagstaff, Arizona (I-40 / AZ-89A)                              | 1961 | Arizona |
| Interstate 19        | 63,6       | 102,4      | Nogales, Arizona (MX-15 Mexikóban)                                 | Tucson, Arizona (I-10)                                          | 1972 | Arizona |
| Interstate 20        | 1 539,38   | 2 477,39   | Kent és Toyah között, Texas államban (I-10)                        | Florence, Dél-Karolina (I-95)                                   | 1957 | TX, LA, MS, AL, GA, SC |
| Interstate 22        | 124,70     | 200,69     | Memphis, Tennessee (I-55 / I-40)                                   | Birmingham, Alabama (I-65 / US 31)                              | 2012 | MS, AL, TN |
| Interstate 24        | 316,36     | 509,13     | Pulley's Mill, Illinois (I-57)                                     | Chattanooga, Tennessee (I-75)                                   | 1962 | IL, KY, TN, GA |
| Interstate 25        | 1 062,77   | 1 710,36   | Las Cruces, Új-Mexikó (I-10)                                       | Buffalo, Wyoming (I-90 / US 87)                                 | 1957 | NM, CO, WY |
| Interstate 26        | 305,62     | 491,85     | Kingsport, Tennessee (US 11W)                                      | Charleston, Dél-Karolina (US 17)                                | 1960 | TN, NC, SC |
| Interstate 27        | 124,13     | 199,77     | Lubbock, Texas (US 87 / Loop 289)                                  | Amarillo, TX (I-40 / US 87 / US 287)                            | 1969 | TX |
| Interstate 29        | 755,51     | 1 215,88   | Kansas City, Missouri (I-35 / I-70)                                | Pembina, Észak-Dakota (US 81 és PTH 29 Kanadában)               | 1958 | MO, IA, SD, ND |
| Interstate 30        | 366,76     | 590,24     | Fort Worth, Texas (I-20)                                           | North Little Rock, Arkansas (I-40 / US 65 / US 67 / US 167)     | 1957 | TX, Arkansas |
| Interstate 35        | 1 568,38   | 2 524,06   | Laredo, Texas (US 83 / SH 359 / BS I-35 és MX-85 Mexikóban)        | Duluth, Minnesota (MN-61 / LSCT / 26th Avenue)                  | 1956 | TX, OK, KS, MO, IA, MN |
| Interstate 37        | 143,00     | 230,14     | Corpus Christi, Texas (US 181)                                     | San Antonio, Texas (I-35 / US 281)                              | 1959 | TX |
| Interstate 39        | 306,14     | 492,68     | Normal, Illinois (I-55)                                            | Wausau, Wisconsin (WIS 29 / US 51)                              | 1984 | Illinois, Wisconsin |
| Interstate 40        | 2 555,10   | 4,112,03   | Barstow, Kalifornia (I-15)                                         | Wilmington, Észak-Karolina (US 117 / NC 132)                    | 1964 | CA, AZ, NM, TX, OK, AR, TN, NC |
| Interstate 41        | 176,33     | 283,78     | Russell, Illinois (I-94 / US 41)                                   | Howard, Wisconsin (I-43)                                        | 2015 | Illinois, Wisconsin |
| Interstate 43        | 191,55     | 308,27     | Beloit, Wisconsin (I-39 / I-90)                                    | Howard, Wisconsin (US 41 / US 141 / I-41)                       | 1981 | Wisconsin |
| Interstate 44        | 633,79     | 1 019,99   | Wichita Falls, Texas (US 82 / US 277 / US 281 / US 287)            | St. Louis, Missouri (I-70)                                      | 1958 | TX, OK, MO |
| Interstate 45        | 284,91     | 458,52     | Galveston, Texas (TX 87)                                           | Dallas, Texas (I-30)                                            | 1971 | TX |
| Interstate 49        | 388,25     | 624,83     | New Orleans, Louisiana (I-10 a jövőben)                            | Kansas City, Missouri (I-435)                                   | 1984 | LA, AR, MO Befejezetlen LA-AR szakasz: Blanchard-ból, Louisiana államból (LA 1) Texarkana-ba, Arkansas államba (US 59 / US 71) |
| Interstate 55        | 964,25     | 1 551,81   | Laplace, Louisiana (I-10)                                          | Chicago, Illinois (US 41, Lake Shore Drive)                     | 1960 | LA, MS, TN, AR, MO, IL |
| Interstate 57        | 386,12     | 621,40     | Miner, Missouri (I-55)                                             | Chicago, Illinois (I-94)                                        | 1965 | Missouri, Illinois |
| Interstate 59        | 445,23     | 716,53     | Slidell, Louisiana (I-10 / I-12)                                   | Lookout Mountain, Georgia (I-24)                                | 1960 | LA, MS, AL, GA |
| Interstate 64        | 953,74     | 1 534,90   | Wentzville, Missouri (I-70)                                        | Chesapeake, Virginia (I-264 / I-664)                            | 1961 | MO, IL, IN, KY, WV, VA |
| Interstate 65        | 887,30     | 1 427,97   | Mobile, Alabama (I-10)                                             | Gary, Indiana (I-90)                                            | 1958 | AL, TN, KY, IN |
| Interstate 66        | 76,28      | 122,76     | Front Royal, Virginia (I-81)                                       | Washington, D.C. (US 29)                                        | 1982 | Virginia, District of Columbia |
| Interstate 68        | 112,90     | 181,70     | Morgantown, Nyugat-Virginia (I-79)                                 | Hancock, Maryland (I-70)                                        | 1991 | Nyugat-Virginia, Maryland |
| Interstate 69        | 705,40     | 1 135,23   | Victoria, TX (I-69E / US 77 / I-69W / US 59)                       | Port Huron, Michigan (Hwy 402 Kanadában)                        | 1957 | TX, MS, TN, KY, IN, MI Tervezett/építés alatt: LA, AR Befejezetlen TX-szakasz: Rosenberg (US-59 / Spur 529) – Splendora (US 59 / Mandell Road) Befejezetlen MS-TN szakasz: Banks, MS (MS 304 / MS 713) – Frayser, Tennessee (US 51 / TN 3) Befejezetlen IN-szakasz: Elberfeld, Indiana (I-64) – Scotland, Indiana (US 231) |
| Interstate 70        | 2 153,13   | 3 465,13   | Cove Fort, Utah (I-15)                                             | Baltimore, Maryland (Park and ride)                             | 1956 | UT, CO, KS, MO, IL, IN, OH, WV, PA, MD |
| Interstate 71        | 343,78     | 553,26     | Louisville, Kentucky (I-64)                                        | Cleveland, Ohio (I-90)                                          | 1959 | Kentucky, Ohio |
| Interstate 72        | 179,29     | 288,54     | Hannibal, Missouri (US 61)                                         | Champaign, Illinois (I-57)                                      | 1970 | Missouri, Illinois |
| Interstate 73        | 1 188,30   | 1 912,40   | Briarcliffe Acres, Dél-Karolina (US 17 jövőbeli)                   | Sault Ste. Marie, Michigan (Kanada jövőbeli)                    | 1997 | MI (jövőbeli), OH (jövőbeli), WV (jövőbeli), VA (jövőbeli), NC, SC (jövőbeli) |
| Interstate 74        | 440,91     | 709,58     | Bettendorf, Iowa (I-80)                                            | Garden City, Dél-Karolina (US 17 B jövőbeli)                    | 1974 | IA, IL, IN, OH, WV (jövőbeli), VA (jövőbeli), NC, SC (jövőbeli) |
| Interstate 75        | 1 786,47   | 2 875,04   | Hialeah, Florida (SR 826)                                          | Sault Ste. Marie, Michigan (Kanada)                             | 1958 | FL, GA, TN, KY, OH, MI |
| Interstate 76 (West) | 187,34     | 301,49     | Denver, Colorado (I-70)                                            | Big Springs, Nebraska (I-80)                                    | 1975 | Colorado, Nebraska |
| Interstate 76 (East) | 434,36     | 699,03     | Westfield Center, Ohio (I-71)                                      | Camden, New Jersey (I-295)                                      | 1976 | OH, PA, NJ |
| Interstate 77        | 610,10     | 981,86     | Columbia, Dél-Karolina (I-26)                                      | Cleveland, Ohio (I-90)                                          | 1958 | SC, NC, VA, WV, OH |
| Interstate 78        | 143,56     | 231,04     | Union Township, Pennsylvania (I-81)                                | New York                                                        | 1957 | PA, NJ, NY |
| Interstate 79        | 343,24     | 552,39     | Charleston, Nyugat-Virginia (I-77)                                 | Erie, Pennsylvania (PA-5)                                       | 1967 | Nyugat-Virginia, Pennsylvania |
| Interstate 80        | 2 899,54   | 4 666,36   | San Francisco, Kalifornia (US 101)                                 | Fort Lee, New Jersey (I-95)                                     | 1956 | CA, NV, UT, WY, NE, IA, IL, IN, OH, PA, NJ |
| Interstate 81        | 854,89     | 1 375,81   | Dandridge, Tennessee (I-40)                                        | Fisher's Landing, New York (Kanada)                             | 1961 | TN, VA, WV, MD, PA, NY |
| Interstate 82        | 143,58     | 231,07     | Ellensburg, Washington (I-90)                                      | Hermiston, Oregon (I-84)                                        | 1956 | Washington, Oregon |
| Interstate 83        | 85,30      | 137,3      | Baltimore, Maryland                                                | Harrisburg, Pennsylvania (I-81)                                 | 1959 | Maryland, Pennsylvania |
| Interstate 84 (West) | 769,69     | 1 238,58   | Portland, Oregon (I-5)                                             | Echo, Utah (I-80)                                               | 1980 | OR, ID, UT |
| Interstate 84 (East) | 232,40     | 374,00     | Scranton, Pennsylvania (I-81)                                      | Sturbridge, Massachusetts (I-90)                                | 1963 | PA, NY, CT, MA |
| Interstate 85        | 668,75     | 1 076,25   | Montgomery, Alabama (I-65)                                         | Petersburg, Virginia (I-95)                                     | 1958 | AL, GA, SC, NC, VA |
| Interstate 86 (West) | 62,85      | 101,15     | Heyburn, Idaho (I-84)                                              | Pocatello, Idaho (I-15)                                         | 1980 | Idaho |
| Interstate 86 (East) | 183,56     | 295,41     | Erie, Pennsylvania (I-90)                                          | Woodbury, New York (I-87 jövőbeli)                              | 1999 | Pennsylvania, New York |
| Interstate 87        | 333,49     | 536,70     | New York (I-278)                                                   | Champlain, NY (A-15 Kanadában)                                  | 1957 | New York |
| Interstate 88 (West) | 140,60     | 226,30     | Barstow, Illinois (I-80)                                           | Hillside, Illinois (I-290)                                      | 1987 | Illinois |
| Interstate 88 (East) | 117,75     | 189,50     | Binghamton, New York (I-81)                                        | Schenectady, NY (I-90)                                          | 1968 | New York |
| Interstate 89        | 191,12     | 307,58     | Bow, New Hampshire (I-93)                                          | Highgate Springs, Vermont (Route 133 Kanadában / jövőbeli A-35) | 1960 | New Hampshire, Vermont |
| Interstate 90        | 3 101,77   | 4 991,81   | Seattle, Washington (WA 519)                                       | Boston, Massachusetts (MA 1A)                                   | 1956 | WA, ID, MT, WY, SD, MN, WI, IL, IN, OH, PA, NY, MA |
| Interstate 91        | 290,37     | 467,31     | New Haven/North Haven, Connecticut (I-95)                          | Derby Line, Vermont (A-55 Kanadában)                            | 1958 | CD, MA, VT |
| Interstate 93        | 189,95     | 305,69     | Canton, Massachusetts (I-95)                                       | St. Johnsbury, Vermont (I-91)                                   | 1957 | MA, NH, VT |
| Interstate 94        | 1 585,20   | 2 551,13   | Billings, Montana (I-90)                                           | Port Huron, Michigan (Hwy 402 Kanadában)                        | 1956 | MT, ND, MN, WI, IL, IN, MI |
| Interstate 95        | 1 925,74   | 3,099,18   | Miami, Florida (US 1)                                              | Houlton, Maine (Route 95 Kanadában)                             | 1957 | FL, GA, SC, NC, VA, MD, DE, PA, NJ, NY, CT, RI, MA, NH, ME |
| Interstate 96        | 192,06     | 309,09     | Muskegon, Michigan (US 31)                                         | Detroit, Michigan (I-75)                                        | 1959 | Michigan |
| Interstate 97        | 17,62      | 28,36      | Annapolis, Maryland (US 50)                                        | Baltimore, Maryland (I-695 / I-895)                             | 1987 | Maryland |
| Interstate 99        | 98,86      | 159,10     | Bedford, Pennsylvania (I-70 / I-76E)                               | Painted Post, New York (I-86E)                                  | 1998 | PA, NY |

## Fordítás
- Ez a szócikk részben vagy egészben az Interstate Highway System című angol Wikipédia-szócikk ezen változatának fordításán alapul.  Az eredeti cikk szerkesztőit annak laptörténete sorolja fel. Ez a jelzés csupán a megfogalmazás eredetét és a szerzői jogokat jelzi, nem szolgál a cikkben szereplő információk forrásmegjelöléseként.